# Людовик д’Энгиен
Людовик Энгиенский (род. ? — 17 марта 1394) — граф Конверсано в 1356—1394 годах, титулярный герцог Афин, граф Бриенн и сеньор Энгиен в 1381—1394 годах.

## Биография
Людовик был четвёртым сыном сеньора Готье III д’Энгиена и его жены Изабеллы де Бриен. После смерти дяди Готье IV де Бриена в 1356 году его титулы и владения унаследовала Изабелла, которая разделила их между детьми. Людовик получил итальянское графство Конверсано. В 1370 году он и его братья написали письмо венецианскому дожу с просьбой о поддержке в отвоевании Афинского герцогства у Каталонской компании, но венецианцы отказали в помощи.
После смерти своего бездетного племянника Вальтера Энгиенского в 1381 году, Людовик унаследовал его владения, а также титул афинского герцога. Женой Людовика была Джованна де Сансеверино, родившая ему четырёх дочерей — Маргариту, Иоланду, Изабеллу и Елену. Старшая из них, Маргарита, супруга Жана Люксембургского, сира де Бовуа, в 1394 году стала наследницей отца. Их потомки наследовали графства Бриен и Конверсано, но никогда не делали попыток вернуть власть над Афинским герцогством.